# Enrique Esqueda
Enrique Alejandro Esqueda Tirado (Santiago de Querétaro, 19 aprile 1988) è un ex calciatore messicano, di ruolo attaccante.

## Palmarès

### Club

#### Competizioni nazionali
- Campionato messicano: 1

Tigres UANL: Apertura 2015